# أكسيد الفاناديوم الثلاثي
 أكسيد الفاناديوم الثلاثي مركب كيميائي له الصيغة V2O3 ، ويكون على شكل مسحوق بلوري أسود .